# Elecciones parlamentarias de Cabo Verde de 2016
Las elecciones parlamentarias de Cabo Verde de 2016 tuvieron lugar el domingo 20 de marzo del mencionado año con el objetivo de renovar los 72 escaños de la Asamblea Nacional para su novena legislatura por el período 2016-2021. Fueron las octavas elecciones desde la independencia de Cabo Verde, las novenas desde la instauración del sufragio universal en el territorio y los sextos comicios parlamentarios desde el advenimiento del multipartidismo en 1991. También fueron las últimas elecciones bajo el gobierno del primer ministro José María Neves, que se retiró después de haber gobernado durante tres legislaturas.
Tanto el oficialista Partido Africano de la Independencia de Cabo Verde (PAICV) como su principal opositor, el Movimiento para la Democracia (MpD), renovaron sus liderazgos antes de las elecciones. Ante el retiro de Neves, la líder electoral del PAICV fue la ministra de la Juventud Janira Hopffer Almada, la primera mujer en presidir un partido político en Cabo Verde. Por su parte, el MpD concurrió bajo el liderazgo del alcalde de Praia, Ulisses Correia e Silva. El período previo a las elecciones estuvo marcado por un desmejoramiento de la situación económica, con la deuda externa duplicándose entre 2008 y 2013, que debilitó la popularidad del PAICV. No obstante, los sondeos previos a la votación indicaban una leve ventaja para el partido gobernante.
Contra todo pronóstico, el opositor MpD obtuvo un triunfo rotundo con el 54,48% de los votos válidamente emitidos y una holgada mayoría absoluta con 40 de los 72 escaños parlamentarios, permitiendo la elección de Correia e Silva como primer ministro. El PAICV sufrió una dura derrota, cayendo a un 38,16% de los votos y recibiendo solo 29 escaños, mientras que resultó superado en votos por el MpD en todas las circunscripciones del territorio nacional, incluyendo sus principales bastiones, y solo pudo imponerse en el voto de la diáspora (donde también experimentó reveses). Por su parte, la conservadora Unión Caboverdiana Independiente y Democrática (UCID), liderada por António Monteiro, logró crecer al segundo puesto en la circunscripción de São Vicente y aumentar de 2 a 3 escaños con un 6,87% de los votos en todo el país, la primera vez que un tercer partido obtenía más de dos escaños parlamentarios, pero fracasó en obtener los cinco requeridos para tener un grupo parlamentario propio.
Correia sucedió a Neves como primer ministro el 22 de abril. Meses más tarde, el MpD obtuvo un triunfo aplastante en las elecciones municipales, lo que motivó que el PAICV decidiera no presentar candidato presidencial, facilitando la reelección del presidente Jorge Carlos Fonseca.

## Reglas electorales

### Sistema electoral
La Asamblea Nacional, órgano legislativo unicameral de Cabo Verde, es elegida por un sistema de escrutinio proporcional plurinominal con listas cerradas en representación de la población de Cabo Verde, con 6 de sus 72 escaños reservados para la diáspora caboverdiana, para un mandato máximo de cinco años. El país se encuentra dividido en diez distritos, con entre dos y diecinueve escaños cada una distribuidos de acuerdo a su población. Los seis escaños representativos de la diáspora se eligen en tres circunscripciones, representando una a África, una a América y otra a Europa y el Resto del Mundo, todas con dos escaños cada una. La distribución de bancas se hace por sistema D'Hondt. Las elecciones son administradas por la Comisión Nacional Electoral (CNE). Al tener Cabo Verde un sistema de gobierno semipresidencial, la Asamblea Nacional aprueba o rechaza el nombramiento del primer ministro, jefe de gobierno del país. En la práctica, el partido con mayoría en la Asamblea ha encabezado el gobierno.
Todos los ciudadanos caboverdianos mayores de dieciocho años que no se encuentren bajo tutela especial, hayan sido declarados mentalmente inhábiles o se encuentren bajo una condena penal tienen derecho a votar y ser elegidos diputados de la Asamblea Nacional. El voto no es obligatorio. Los miembros del gobierno, jueces, diplomáticos, integrantes de las fuerzas armadas en servicio activo, miembros del Consejo de la República (con la sola excepción del presidente de la Asamblea Nacional, que en sí mismo debe ser un diputado electo) y los integrantes de la CNE están inhabilitados para presentarse como candidatos. Los partidos políticos deben presentar listas con tantos candidatos como escaños a cubrir en la circunscripción que disputan en un período de cuarenta y o cincuenta días antes de la realización de las elecciones.
Un total de 551 candidatos se presentaron a las elecciones, incluyendo 173 mujeres.

### Cargos por circunscripción
| Circunscripción | Circunscripción | Circunscripción         | Diputados |
| --------------- | --------------- | ----------------------- | --------- |
| 1.ª             | Santo Antão     | Santo Antão             | 7         |
| 2.ª             | São Vicente     | São Vicente             | 11        |
| 3.ª             | São Nicolau     | São Nicolau             | 2         |
| 4.ª             | Sal             | Sal                     | 3         |
| 5.ª             | Boa Vista       | Boa Vista               | 2         |
| 6.ª             | Maio            | Maio                    | 2         |
| 7.ª             | Santiago Sul    | Santiago Sul            | 18        |
| 8.ª             | Santiago Norte  | Santiago Norte          | 14        |
| 9.ª             | Fogo            | Fogo                    | 5         |
| 10.ª            | Brava           | Brava                   | 2         |
| 11.ª            | Diáspora        | África                  | 2         |
| 12.ª            | Diáspora        | América                 | 2         |
| 13.ª            | Diáspora        | Europa e Resto do Mundo | 2         |
| Total           | Total           | Total                   | 72        |

## Partidos participantes
| Partido | Partido                                            | Sigla | Líder                   | Eslogan                          | Eslogan                              | Circunscripciones disputadas | Circunscripciones disputadas | Circunscripciones disputadas | Circunscripciones disputadas | Circunscripciones disputadas | Circunscripciones disputadas | Circunscripciones disputadas | Circunscripciones disputadas | Circunscripciones disputadas | Circunscripciones disputadas | Circunscripciones disputadas | Circunscripciones disputadas | Circunscripciones disputadas |
| Partido | Partido                                            | Sigla | Líder                   | Portugués                        | Español                              | 1.ª                          | 2.ª                          | 3.ª                          | 4.ª                          | 5.ª                          | 6.ª                          | 7.ª                          | 8.ª                          | 9.ª                          | 10.ª                         | 11.ª                         | 12.ª                         | 13.ª                         |
| ------- | -------------------------------------------------- | ----- | ----------------------- | -------------------------------- | ------------------------------------ | ---------------------------- | ---------------------------- | ---------------------------- | ---------------------------- | ---------------------------- | ---------------------------- | ---------------------------- | ---------------------------- | ---------------------------- | ---------------------------- | ---------------------------- | ---------------------------- | ---------------------------- |
|         | Movimiento para la Democracia                      | MpD   | Ulisses Correia e Silva | «Agora é Ulisses»                | «Ahora es Ulisses»                   | Sí                           | Sí                           | Sí                           | Sí                           | Sí                           | Sí                           | Sí                           | Sí                           | Sí                           | Sí                           | Sí                           | Sí                           | Sí                           |
|         | Partido Africano de la Independencia de Cabo Verde | PAICV | Janira Hopffer Almada   | «Cabo Verde, Sempre»             | «Cabo Verde, Siempre»                | Sí                           | Sí                           | Sí                           | Sí                           | Sí                           | Sí                           | Sí                           | Sí                           | Sí                           | Sí                           | Sí                           | Sí                           | Sí                           |
|         | Unión Caboverdiana Independiente y Democrática     | UCID  | António Monteiro        | «Cumprir Cabo Verde»             | «Cumplir con Cabo Verde»             | Sí                           | Sí                           | Sí                           | Sí                           | Sí                           | Sí                           | Sí                           | Sí                           | Sí                           | Sí                           | Sí                           | Sí                           | Sí                           |
|         | Partido Social Demócrata                           | PSD   | João Além               | «Educação, ensino e a instrução» | «Educación, enseñanza e instrucción» | No                           | No                           | No                           | Sí                           | No                           | No                           | Sí                           | No                           | No                           | No                           | Sí                           | Sí                           | Sí                           |
|         | Partido Popular                                    | PP    | Amândio Barbosa Vicente | «Queremos mudança»               | «Queremos un cambio»                 | No                           | No                           | No                           | No                           | No                           | No                           | Sí                           | Sí                           | Sí                           | No                           | No                           | No                           | No                           |
|         | Partido del Trabajo y la Solidaridad               | PTS   | José Augusto Fernandes  |                                  |                                      | No                           | No                           | No                           | No                           | No                           | No                           | Sí                           | No                           | No                           | No                           | No                           | No                           | No                           |

## Resultados

### Resultado general
El Movimiento para la Democracia obtuvo un aplastante triunfo con el 54,48% de los votos y una mayoría absoluta de 40 escaños parlamentarios, suficientes para garantizar la elección de Ulisses Correia e Silva como primer ministro de Cabo Verde, lo que implicó el tercer cambio de gobierno desde la democratización del país. El MpD se impuso en las diez circunscripciones electorales del archipiélago y en una de las circunscripciones electorales en el extranjero (Europa y el Resto del Mundo). Su mejor desempeño fue en Sal con el 61,19% de los votos, y el más bajo en el distrito exterior de África, con el 40,81% (aunque fue su mejor resultado en dicha circunscripción desde 1995). Por su parte, el Partido Africano de la Independencia de Cabo Verde registró una dura derrota con el 38,16% de los votos y 29 escaños, mientras que perdió en todos los distritos del propio archipiélago, incluyendo sus bastiones tradicionales en la región del Sotavento: Boavista, Brava y Fogo. Hasta entonces, el PAICV nunca había perdido en Fogo y solo había perdido una vez en Boavista (2001) Su peor resultado fue en el distrito de São Vicente, donde obtuvo apenas un 25,16% de los votos y se ubicó en el tercer puesto detrás de la Unión Caboverdiana Independiente y Democrática. El PAICV solo fue el partido más votado en dos de las tres circunscripciones del voto en el extranjero, África y América, donde obtuvo el 56,92% y el 56,18% respectivamente.
La elección demostró que Cabo Verde seguía manteniendo en general un electorado bipartidista, con un 92,64% del voto válido para los dos partidos principales. No obstante, la UCID, que se mantuvo como el tercer partido más grande, evidenció un importante crecimiento de votos respecto a las elecciones de 2011 con un 6,87% de las preferencias y obteniendo el 29,20% de los votos en São Vicente, donde obtuvo sus tres escaños parlamentarios. Fue la primera vez en la historia electoral caboverdiana que cualquier partido fuera del MpD o el PAICV lograba el segundo puesto en una circunscripción para una elección nacional y la primera vez que un tercer partido obtenía más de dos escaños. No obstante, la UCID consideró el resultado «decepcionante» por su fracaso en asegurar los cinco escaños requeridos para configurar un grupo parlamentario propio, y por el hecho de que el MpD hubiera obtenido mayoría absoluta. Las demás terceras fuerzas obtuvieron magros resultados: el Partido Popular recién fundado consiguió 777 votos, el Partido Social Demócrata obtuvo 232 y el Partido del Trabajo y la Solidaridad logró 107. Aunque mantuvo su racha de desempeño decreciente con respecto a la anterior elección, fue la única instancia hasta la fecha en la que el PSD no fue el partido menos votado.
La elección se caracterizó por un importante aumento de la abstención, con una concurrencia a votar de solo el 65,97% del electorado registrado, una caída de más de diez puntos respecto a la elección anterior.
|  | 54.48 % |

|  | 38.16 % |

|  | 6.87 % |

|  | 0.34 % |

|  | 0.10 % |

|  | 0.05 % |

|  | 98.35 % |

|  | 0.81 % |

|  | 0.84 % |

|  | 100.00 % |

|  | 65.97 % |

### Resultados por distrito electoral
| Circunscripción | Circunscripción         | Circunscripción |         |        |      |        |        |      |        |        |      | PP    | PP    | PP   |       |       |      |       |       |      |
| Circunscripción | Circunscripción         | Circunscripción | Votos   | %      | Esc. | Votos  | %      | Esc. | Votos  | %      | Esc. | Votos | %     | Esc. | Votos | %     | Esc. | Votos | %     | Esc. |
| --------------- | ----------------------- | --------------- | ------- | ------ | ---- | ------ | ------ | ---- | ------ | ------ | ---- | ----- | ----- | ---- | ----- | ----- | ---- | ----- | ----- | ---- |
| 1.ª             | Santo Antão             | 7               | 12.222  | 55,79% | 4    | 8.238  | 37,60% | 3    | 1.449  | 6,61%  | 0    | —     | —     | —    | —     | —     | —    | —     | —     | —    |
| 2.ª             | São Vicente             | 11              | 15.318  | 45,64% | 5    | 8.443  | 25,16% | 3    | 9.800  | 29,20% | 3    | —     | —     | —    | —     | —     | —    | —     | —     | —    |
| 3.ª             | São Nicolau             | 2               | 3.690   | 59,92% | 1    | 2.185  | 35,48% | 1    | 283    | 4,60%  | 0    | —     | —     | —    | —     | —     | —    | —     | —     | —    |
| 4.ª             | Sal                     | 3               | 5.775   | 61,19% | 2    | 2.871  | 30,42% | 1    | 749    | 7,94%  | 0    | —     | —     | —    | 43    | 0,46% | 0    | —     | —     | —    |
| 5.ª             | Boa Vista               | 2               | 2.221   | 61,18% | 1    | 1.168  | 32,18% | 1    | 241    | 6,64%  | 0    | —     | —     | —    | —     | —     | —    | —     | —     | —    |
| 6.ª             | Maio                    | 2               | 2.023   | 58,07% | 1    | 1.353  | 38,83% | 1    | 108    | 3,10%  | 0    | —     | —     | —    | —     | —     | —    | —     | —     | —    |
| 7.ª             | Santiago Sul            | 18              | 38.226  | 58,49% | 11   | 25.216 | 38,58% | 7    | 1.404  | 2,15%  | 0    | 282   | 0,43% | 0    | 125   | 0,19% | 0    | 107   | 0,16% | 0    |
| 8.ª             | Santiago Norte          | 14              | 26.816  | 56,06% | 8    | 19.718 | 41,22% | 6    | 883    | 1,85%  | 0    | 415   | 0,87% | 0    | —     | —     | —    | —     | —     | —    |
| 9.ª             | Fogo                    | 5               | 7.620   | 49,48% | 3    | 7.578  | 49,20% | 2    | 123    | 0,80%  | 0    | 80    | 0,52% | 0    | —     | —     | —    | —     | —     | —    |
| 10.ª            | Brava                   | 2               | 1.350   | 48,91% | 1    | 1.331  | 48,23% | 1    | 79     | 2,86%  | 0    | —     | —     | —    | —     | —     | —    | —     | —     | —    |
| 11.ª            | África                  | 2               | 1.274   | 40,81% | 1    | 1.777  | 56,92% | 1    | 46     | 1,47%  | 0    | —     | —     | —    | 25    | 0,80% | 0    | —     | —     | —    |
| 12.ª            | América                 | 2               | 2.135   | 42,55% | 1    | 2.819  | 56,18% | 1    | 50     | 1,00%  | 0    | —     | —     | —    | 14    | 0,28% | 0    | —     | —     | —    |
| 13.ª            | Europa e Resto do Mundo | 2               | 4.311   | 53,95% | 1    | 3.381  | 42,32% | 1    | 273    | 3,42%  | 0    | —     | —     | —    | 25    | 0,31% | 0    | —     | —     | —    |
| Total           | Total                   | Total           | 122.881 | 54,48% | 40   | 86.078 | 38,16% | 29   | 15.488 | 6,87%  | 3    | 777   | 0,34% | 0    | 232   | 0,10% | 0    | 107   | 0,05% | 0    |

### Diputados electos
| Distrito electoral                                                   | Distrito electoral      | Partido | Partido | Diputado                                        |
| -------------------------------------------------------------------- | ----------------------- | ------- | ------- | ----------------------------------------------- |
| Santo Antão                                                          | Santo Antão             |         | MpD     | Adilson Silva Fernandes                         |
| Santo Antão                                                          | Santo Antão             |         | MpD     | Jorge Pedro Maurício dos Santos                 |
| Santo Antão                                                          | Santo Antão             |         | MpD     | Arlindo Nascimento do Rosário                   |
| Santo Antão                                                          | Santo Antão             |         | MpD     | Damião da Cruz Medina                           |
| Santo Antão                                                          | Santo Antão             |         | PAICV   | Calos Alberto Delgado                           |
| Santo Antão                                                          | Santo Antão             |         | PAICV   | Vera Helena Pires Almeida da Cruz               |
| Santo Antão                                                          | Santo Antão             |         | PAICV   | Odailson Jorge da Luz Bandeira                  |
| São Vicente                                                          | São Vicente             |         | MpD     | João da Luz Gomes MpD São Vicente               |
| São Vicente                                                          | São Vicente             |         | MpD     | Rui Alberto de Figueiredo Soares                |
| São Vicente                                                          | São Vicente             |         | MpD     | Humberto Elísio Lélis Sousa Duarte              |
| São Vicente                                                          | São Vicente             |         | MpD     | Maria Celeste Fonseca                           |
| São Vicente                                                          | São Vicente             |         | MpD     | Mircéia Isidora Araújo Delgado                  |
| São Vicente                                                          | São Vicente             |         | UCID    | António Delgado Monteiro                        |
| São Vicente                                                          | São Vicente             |         | UCID    | João dos Santos Luís                            |
| São Vicente                                                          | São Vicente             |         | UCID    | Dora Oriana Gomes Pires dos Reis                |
| São Vicente                                                          | São Vicente             |         | PAICV   | Manuel Inocêncio Sousa                          |
| São Vicente                                                          | São Vicente             |         | PAICV   | João do Carmo Brito Soares                      |
| São Vicente                                                          | São Vicente             |         | PAICV   | Filomena de Fátima Ribeiro Vieira Martins       |
| São Nicolau                                                          | São Nicolau             |         | MpD     | Nelson do Rosário de Brito                      |
| São Nicolau                                                          | São Nicolau             |         | PAICV   | Américo Sabino Soares Nascimento                |
| Sal                                                                  | Sal                     |         | MpD     | Francisco Marcelino Lopes Correia               |
| Sal                                                                  | Sal                     |         | MpD     | Janine Tatiana Santos Lélis                     |
| Sal                                                                  | Sal                     |         | PAICV   | Ana Paula Dias Santos                           |
| Boa Vista                                                            | Boa Vista               |         | MpD     | José Luís Santos                                |
| Boa Vista                                                            | Boa Vista               |         | PAICV   | Walter Emanuel da Silva Évora                   |
| Maio                                                                 | Maio                    |         | MpD     | Joana Gomes Rosa Amado                          |
| Maio                                                                 | Maio                    |         | PAICV   | Fernando Jorge Spencer Ferreira Frederico       |
| Santiago Norte                                                       | Santiago Norte          |         | MpD     | José Ulisses de Pina Correia e Silva            |
| Santiago Norte                                                       | Santiago Norte          |         | MpD     | Fernando Elísio Leboucher Freire de Andrade     |
| Santiago Norte                                                       | Santiago Norte          |         | MpD     | Filomena Mendes Gonçalves                       |
| Santiago Norte                                                       | Santiago Norte          |         | MpD     | Olavo Avelino Garcia Correia                    |
| Santiago Norte                                                       | Santiago Norte          |         | MpD     | Luís Filipe Lopes Tavares                       |
| Santiago Norte                                                       | Santiago Norte          |         | MpD     | José Luís do Livramento Monteiro Alves de Brito |
| Santiago Norte                                                       | Santiago Norte          |         | MpD     | Abraão Aníbal Fernandes Barbosa Vicente         |
| Santiago Norte                                                       | Santiago Norte          |         | MpD     | José Filomeno Carvalho Dias Monteiro            |
| Santiago Norte                                                       | Santiago Norte          |         | MpD     | Isa Filomena Pereira Soares da Costa            |
| Santiago Norte                                                       | Santiago Norte          |         | MpD     | Alcides Monteiro de Pina                        |
| Santiago Norte                                                       | Santiago Norte          |         | MpD     | Lúcia Maria Mendes Gonçalves dos Passos         |
| Santiago Norte                                                       | Santiago Norte          |         | PAICV   | Janira Isabel Fonseca Hopffer Almada            |
| Santiago Norte                                                       | Santiago Norte          |         | PAICV   | Felisberto Alves Vieira                         |
| Santiago Norte                                                       | Santiago Norte          |         | PAICV   | Rui Mendes Semedo                               |
| Santiago Norte                                                       | Santiago Norte          |         | PAICV   | Nilda Maria Gonçalves de Pina Fernandes         |
| Santiago Norte                                                       | Santiago Norte          |         | PAICV   | Júlio Lopes Correia                             |
| Santiago Norte                                                       | Santiago Norte          |         | PAICV   | Ana Paula Elias Curado da Moeda                 |
| Santiago Norte                                                       | Santiago Norte          |         | PAICV   | Julião Correia Varela                           |
| Santiago Norte                                                       | Santiago Norte          |         | MpD     | Austelino Tavares Correia                       |
| Santiago Norte                                                       | Santiago Norte          |         | MpD     | João Gomes Duarte                               |
| Santiago Norte                                                       | Santiago Norte          |         | MpD     | David Elias Mendes Gomes                        |
| Santiago Norte                                                       | Santiago Norte          |         | MpD     | José Manuel Soares Tavares                      |
| Santiago Norte                                                       | Santiago Norte          |         | MpD     | Anilda Ideida Monteiro Tavares                  |
| Santiago Norte                                                       | Santiago Norte          |         | MpD     | José Eduardo Mendes Moreno                      |
| Santiago Norte                                                       | Santiago Norte          |         | MpD     | Hélio de Jesus Pina Sanches                     |
| Santiago Norte                                                       | Santiago Norte          |         | MpD     | Celita Annie Alfama Pereira                     |
| Santiago Norte                                                       | Santiago Norte          |         | PAICV   | José María Gomes da Veiga                       |
| Santiago Norte                                                       | Santiago Norte          |         | PAICV   | José María Fernandes da Veiga                   |
| Santiago Norte                                                       | Santiago Norte          |         | PAICV   | José Jorge Monteiro Silva                       |
| Santiago Norte                                                       | Santiago Norte          |         | PAICV   | Moisés António do Espírito Santo Tavares Borges |
| Santiago Norte                                                       | Santiago Norte          |         | PAICV   | João Baptista Correia Pereira                   |
| Santiago Norte                                                       | Santiago Norte          |         | PAICV   | José Manuel Sanches Tavares                     |
| Fogo                                                                 | Fogo                    |         | MpD     | Jorge Arcanjo Livramento Nogueira               |
| Fogo                                                                 | Fogo                    |         | MpD     | Filipe Alves Gomes dos Santos                   |
| Fogo                                                                 | Fogo                    |         | MpD     | Carlos Alberto Gonçalves Lopes                  |
| Fogo                                                                 | Fogo                    |         | PAICV   | Eva Verona Teixeira Andrade Ortet               |
| Fogo                                                                 | Fogo                    |         | PAICV   | Nuías Mendes Barbosa da Silva                   |
| Brava                                                                | Brava                   |         | MpD     | David Lima Gomes                                |
| Brava                                                                | Brava                   |         | PAICV   | Clóvis Isildo Barbosa da Silva                  |
| Diáspora                                                             | África                  |         | PAICV   | Estevão Barros Rodrigues                        |
| Diáspora                                                             | África                  |         | MpD     | Orlando Pereira Dias                            |
| Diáspora                                                             | América                 |         | PAICV   | João de Brito Lopes de Pina                     |
| Diáspora                                                             | América                 |         | MpD     | Alberto Mendes Montrond                         |
| Diáspora                                                             | Europa e Resto do Mundo |         | PAICV   | Francisco Correia Pereira                       |
| Diáspora                                                             | Europa e Resto do Mundo |         | MpD     | Emanuel Alberto Duarte Barbosa                  |
| Fuente: CNE Archivado el 20 de diciembre de 2016 en Wayback Machine. |                         |         |         |                                                 |